# 日野西光暉
日野西光暉（ひのにし みつてる、寛政9年（1796年）10月22日 - 元治元年（1864年）11月2日）は、幕末の公卿。

## 官歴
- 享和元年（1801年）：従五位下
- 文化8年（1811年）：従五位上、越後権介
- 文化10年（1813年）：勘解由次官
- 文化11年（1814年）：正五位下
- 文政2年（1819年）：右兵衛権佐
- 文政7年（1824年）：権右少弁、蔵人、正五位上
- 文政10年（1827年）：賀茂上下社奉行、皇太后権大進
- 天保2年（1831年）：御祈奉行、氏院別当
- 天保3年（1832年）：右中弁、従四位上
- 天保4年（1833年）：正四位上
- 弘化2年（1845年）：従三位、勘解由長官
- 嘉永2年（1848年）：正三位
- 嘉永5年（1851年）：踏歌外弁
- 安政2年（1855年）：参議、従二位
- 安政6年（1859年）：権中納言
- 文久2年（1862年）：正二位

## 系譜
- 父：日野西延光
- 子：日野西光規
- 子：日野西延栄
- 子：岡村光脩
- 子：尾崎光融
- 子：河辺盛光